# 吴鑫基
吴鑫基（1935年—），男，安徽休宁人，中国天体物理学家，北京大学教授，曾任中国天文学会理事。